# Me, Myself & I (Fat Joe)
Me, Myself & I è un album del rapper statunitense Fat Joe. L'album vanta i featuring di Game, Lil Wayne e H-Mob.

## Tracce
1. Pendemic – 3:25 – Streetrunner
2. Damn – 3:50 – LV
3. The Profit (featuring Lil Wayne) – 5:07 – DJ Khaled
4. No Drama (Clap & Revolve) – 3:58 – The Runners
5. Breathe and Stop (featuring Game) – 3:44 – Nu Jerzey Devil
6. She's My Mama (featuring H-Mob) – 4:23 – Streetrunner
7. Make It Rain (featuring Lil Wayne) – 4:11 – Scott Storch
8. Jealousy – 4:55 – LV
9. Think About It – 3:31 – Scott Storch
10. Hard Not to Kill – 2:55 – LV
11. Bendicion Mami – 4:41 – Streetrunner
12. Story to Tell – 5:17 – DJ Khaled